# 棱结螺
棱结螺（学名：Cronia margariticola margariticola），是新腹足目骨螺科拟岩螺属的一种。主要分布于印度尼西亚、中国大陆、台湾，常栖息在潮间带的礁岩地区。